# Adeli
Adeli war ein als Längenmaß in Georgien.
- 1 Adeli = 3 Fuß (engl.) plus 4 Zoll (engl.) entsprach einer Länge von etwa 100,8 Zentimeter.